# Nuoto di fondo ai campionati europei di nuoto 2022 - 10 km maschili
La gara dei 10 km in acque libere maschile ai Campionati europei di nuoto 2022 si è svolta il 21 agosto al Lido di Ostia, in Italia.

## Medaglie
| Posizione | Atleti               | Paese   |
| --------- | -------------------- | ------- |
| Oro       | Domenico Acerenza    | Italia  |
| Argento   | Marc-Antoine Olivier | Francia |
| Bronzo    | Logan Fontaine       | Francia |

## Risultati
La gara ha avuto inizio alle 10:00 (UTC+1 ora locale).
| Pos.    | Atleta                 | Nazionalità   | Tempo     |
| ------- | ---------------------- | ------------- | --------- |
| Oro     | Domenico Acerenza      | Italia        | 1:50:33.6 |
| Argento | Marc-Antoine Olivier   | Francia       | 1:50:37.3 |
| Bronzo  | Logan Fontaine         | Francia       | 1:50:39.1 |
| 4       | Matan Roditi           | Israele       | 1:50:56.6 |
| 5       | Oliver Klemet          | Germania      | 1:51:04.8 |
| 6       | Kristóf Rasovszky      | Ungheria      | 1:51:04.9 |
| 7       | Gregorio Paltrinieri   | Italia        | 1:51:12.7 |
| 8       | Athanasios Kynigakis   | Grecia        | 1:51:14.3 |
| 9       | Dávid Betlehem         | Ungheria      | 1:52:09.8 |
| 10      | Guillem Pujol Belmonte | Spagna        | 1:54:01.6 |
| 11      | Martin Straka          | Rep. Ceca     | 1:54:42.2 |
| 12      | Jan Hercog             | Austria       | 1:55:37.5 |
| 13      | Andrea Manzi           | Italia        | 1:56:31.7 |
| 14      | Logan Vanhuys          | Belgio        | 1:56:48.3 |
| 15      | Diogo Cardoso          | Portogallo    | 1:56:56.5 |
| 16      | Ben Langner            | Germania      | 1:58:37.4 |
| 17      | Nathan Hughes          | Gran Bretagna | 2:00:40.3 |
| 18      | Christian Schreiber    | Svizzera      | 2:00:40.6 |
| 19      | Ondřej Zach            | Rep. Ceca     | 2:00:44.2 |
| 20      | Michail Diasitis       | Grecia        | 2:02:24.2 |
| 21      | Péter Gálicz           | Ungheria      | 2:10:14.7 |
| dnf     | Tiago Campos           | Portogallo    | dnf       |
| dnf     | Tomáš Chocholatý       | Rep. Ceca     | dnf       |
| dnf     | Hector Pardoe          | Gran Bretagna | dnf       |
| dnf     | Toby Robinson          | Gran Bretagna | dnf       |
| dns     | Lars Bottelier         | Paesi Bassi   | dns       |
| dns     | Théo Druenne           | Monaco        | dns       |
| dns     | Grgo Mujan             | Croazia       | dns       |
| dns     | Tomáš Peciar           | Slovacchia    | dns       |
| dns     | Marcel Schouten        | Paesi Bassi   | dns       |